# 博羅江卡區

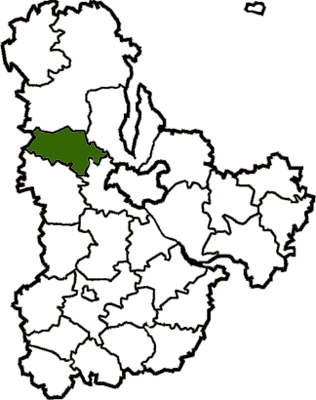
废除前博羅江卡區在基辅州的位置

博羅江卡區（烏克蘭語：Бородянський район）曾是烏克蘭的一個區，位於該國中北部，由基輔州負責管轄，首府設於博羅江卡，面積934平方公里，2015年人口57,165，人口密度每平方公里61.1人。
该区在2020年7月18日的乌克兰行政区划改革中被撤销，改革后基辅州下分为7个区。